# Hossein Rajabian
Hossein Rajabian (en persa : حسین رجبیان, n. Irán , 5 de julio de 1984) es un director de cine, guionista, productor, director artístico y diseñador de producción y activista iraní. Fue encarcelado en 2015 por cargos relacionados con su cine.

## Pena de Prisión
Rajabian fue condenado a 6 años de prisión por cargos de “difundir propaganda contra el sistema”, “insultar a sistema mediante el cine”, “insultar al Santo de creencia sagrada” e insultar a sus interrogadores. En 2014, Rajabian realizó El triángulo al revés una película de ficción sobre el divorcio de mujeres iraníes en Irán. El filme fue rodado sin permiso oficial y en condiciones precarias. Los cargos parecen derivarse de su obra artística.

## Actividad Artística
Proyecto de fotografía
La gente en distancia, es el nombre de un proyecto de fotografía en blanco y negro implementado por Hossein Rajabian.
Como guionista
La piedra cae en el agua (2009)
El triángulo al revés (2011)
Como realizador
El Triángulo al revés (ficción, 2015, 106 minutos)

## Fuente
- elespanol
- elpais
- amnesty
- Irán debe retirar los cargos contra dos músicos y un cineasta
- ciudadanos-cs
- latempestad
- UN org
- Ci un
- humania (enlace roto disponible en Internet Archive; véase el historial, la primera versión y la última).